# Kál
Kál es un pueblo húngaro perteneciente al distrito de Füzesabony, condado de Heves.

## Superficie
Cuenta con una superficie de 34,81 km².

## Demografía
Hasta 2024 la población era de 3423 habitantes, con una densidad de población de 98,33 hab/km².
| Gráfica de evolución demográfica de Kál entre 2020 y 2024 |
|                                                           |
| Datos según la Oficina Central de Estadística de Hungría. |